# Dalbergia frutescens
Dalbergia frutescens là một loài thực vật có hoa trong họ Đậu. Loài này được (Vell.) Britton miêu tả khoa học đầu tiên.